# 新沙赫京斯克
47°45′N 39°56′E / 47.750°N 39.933°E
新沙赫京斯克（俄语：Новошахтинск），是俄羅斯羅斯托夫州西部的一個城市，位於羅斯托夫以北。2002年人口101,131人。
新沙赫京斯克於1939年建城。